# Doug Rayburn
Douglas Jean "Doug" Rayburn (Rochester (New York), 4 februari 1950 – Saint Louis (Missouri), 21 september 2012) was een Amerikaans toetsenist en muziekproducent.

## Loopbaan
Rayburn kreeg de muziek door van zijn vader, die violist was en muziekdocent; hij gaf les aan het Eastman School of Music, vandaar dat Rayburn in Rochester geboren is binnen deze uit Saint Louis (Missouri) afkomstige familie. Na een kort verblijf in Rochester vertrok de familie Rayburn weer terug. Onder invloed van zijn vader gaat Rayburn muziekonderwijs volgen, niet zo zeer op een specifiek muziekinstrument, maar een hele rij kreeg zijn aandacht, van piano, viool tot gitaar. Praktijkervaring deed hij op in allerlei schoolbandjes. Zijn liefde voor de muziek werd verder aangewakkerd door het bezoek aan de Technisonic Studio te Saint Louis; Rayburn ging zelf experimenteren met een bandrecorder. Langzamerhand schoof Rayburn meer en meer naar de basgitaar en trad toe tot de XL's, een bandje dat nog wat singles zou uitgeven. Hij ging daarna spelen in allerlei soulbandjes, soms als blazer, dan weer als bassist; de bandjes speelden meestal muziek uit de Motown-stal. De bandjes hadden een grote bezetting en waren soms populair in Californië waarbij Rayburn voor 15.000 toeschouwers stond.
In 1967 vertrok hij in het kielzog van Alvin Cash (Alvin Cash & the Crawlers) naar Chicago, Cash werd later acteur. Na dat avontuur was het terug naar school, maar in 1968 vertrok hij weer naar Los Angeles met saxofonist Jim Koerber. Zij werden door andere musici uit Saint Louis en omstreken gevraagd mee te spelen op demo's, onder die artiesten bevond zich Ike & Tina Turner. Koerber sloot zich definitief aan bij de Turners. Rayburn maakt een draai in de muziek; hij verdiepte zich in muziek van onder andere John Cage en Morton Feldman. Vervolgens deed hij Cincinnati aan en op de terugweg naar Los Angeles deed hij Saint Louis weer aan. Hij leerde daar Mike Safron kennen. Samen trokken ze op en Rayburn verdiende voldoende geld om zijn eerste tweedehands mellotron aan te schaffen. Rayburn en Safron maakten kennis met Billy Peek, een vriend van Chuck Berry (Peek zou nog gitaar spelen bij Rod Stewart). Uiteindelijk spelen Safron en Rayburn mee tijdens een aantal concerten in 1970, alwaar de ook de begeleiding verzorgen van Bo Diddley, Gary U.S. Bonds en Jerry Lee Lewis. Dat gaf geen vaste bodem en Rayburh probeerde ander werk te krijgen. Dat lukte in een geluidsstudio van Capitol Records en een lid van The Lettermen. Rayburn speelde mee en arrangeerde soms ook werk van huiscomponist Dorsey Burnette. Zijn mellotron kwam goed van pas, want de studio kon veelal geen strijkers of blazers permitteren en die stemmen zijn terug te vinden op dat instrument.
In 1973 belde Safron weer op; hij zat in Saint Louis en probeerde een muziekgroep van de grond te krijgen: Pavlov's Dog. De enigszins vreemd klinkende muziek van Pavlov's Dog viel in goede aarde bij de plaatselijke radiostations. De band speelde in talloze voorprogramma's en kreeg een platencontract aangeboden bij ABC Records uit New York. De band is dan hecht door vriendschap en er kwam een album Pampered menial, dat al sneel ook door Columbia Records werd uitgegeven. Een tournee met het Electric Light Orchestra volgde. Het producersduo van Pampered menial dreef de band uit elkaar, Siegfried Carver (zijn composities bleven op de plank) en Mike Safron (bemoeide zich te veel met het management) vertrokken. De band schakelde als drummer Bill Bruford in, maar het werd geen succes. De opnamen van At the sound of the bell werden door slechts vier man afgerond. Tijdens de opname kan Rayburn gebruikmaken van de nieuwe mellotron, die John Lennon in gebruik heeft. Zijn producer Jack Douglas kon daar mooi voor zorgen; Lennon en Pavlov's Dog zaten in dezelfde studio.
Ten tijde van de opnamen voor Whatever became of Siegfried? lieten het management en CBS de band vallen. CBS deels omdat ze te maken kregen met een niet meer functionerende band, maar ook de muziekwereld ging een andere kant op. In 1977 hief de band zich op en David Surkamp en Rayburn vertrokken naar Seattle. Aldaar bevond zich ook de Britse folkzanger Iain Matthews. Er werden gezamenlijke opnamen gemaakt ook onder de groepsnaam Hi-Fi, maar de verkopen waren zeer matig. Ondertussen was Rayburn ook geluidstechnicus in diverse studio's. Een van de studio's, Kaye-Smith, werd later gekocht door Heart en dat is dan ook de laatste band, die Rayburns mellotrons gebruikte. In 1984 werd Pavlov's Dog voor korte tijd heropgericht, maar er waren te veel meningsverschillen en de band viel weer uit elkaar. Rayburn begon zelf een opnamestudio in Saint Louis, Benton Park Studio.